# Soufiane Dramé
Soufiane Dramé (27 febbraio 1996) è un calciatore francese con cittadinanza maliana, difensore svincolato.

## Biografia
Anche suo fratello Mahamadou e suo cugino Youba sono calciatori.

## Carriera
Cresciuto nel settore giovanile dell'AS Béziers, nel gennaio 2016 si trasferisce ai cechi dello Slovácko, dove gioca con la seconda squadra. Nel 2017 viene ceduto in prestito al Vítkovice, formazione della seconda divisione ceca. Terminato il prestito, nell'agosto del 2018 viene acquistato dal Karviná, formazione della massima serie ceca. Nell'agosto del 2019, viene nuovamente girato in prestito, questa volta al Příbram. Al termine della stagione, fa rientro al Karviná.

## Statistiche

### Presenze e reti nei club
Statistiche aggiornate al 17 agosto 2021.
| Stagione         | Squadra          | Campionato       | Campionato | Campionato | Coppe nazionali | Coppe nazionali | Coppe nazionali | Coppe continentali | Coppe continentali | Coppe continentali | Altre coppe | Altre coppe | Altre coppe | Totale | Totale |
| Stagione         | Squadra          | Comp             | Pres       | Reti       | Comp            | Pres            | Reti            | Comp               | Pres               | Reti               | Comp        | Pres        | Reti        | Pres   | Reti   |
| ---------------- | ---------------- | ---------------- | ---------- | ---------- | --------------- | --------------- | --------------- | ------------------ | ------------------ | ------------------ | ----------- | ----------- | ----------- | ------ | ------ |
| feb.-giu. 2017   | Vítkovice        | 2L               | 0          | 0          | CRC             | -               | -               |                    | -                  | -                  |             | -           | -           | 0      | 0      |
| 2017-2018        | Vítkovice        | 2L               | 22         | 0          | CRC             | 1               | 0               |                    | -                  | -                  |             | -           | -           | 23     | 0      |
| Totale Vitkovice | Totale Vitkovice | Totale Vitkovice | 22         | 0          |                 | 1               | 0               |                    | -                  | -                  |             | -           | -           | 23     | 0      |
| 2018-2019        | Karviná          | 1L               | 12         | 0          | CRC             | 4               | 0               |                    | -                  | -                  |             | -           | -           | 16     | 0      |
| lug.-ago. 2019   | Karviná          | 1L               | 1          | 0          | CRC             | -               | -               |                    | -                  | -                  |             | -           | -           | 1      | 0      |
| Totale Karviná   | Totale Karviná   | Totale Karviná   | 13         | 0          |                 | 4               | 0               |                    | -                  | -                  |             | -           | -           | 17     | 0      |
| ago. 2019-2020   | Příbram          | 1L               | 21         | 1          | CRC             | 1               | 0               |                    | -                  | -                  |             | -           | -           | 22     | 1      |
| 2020-2021        | Karviná          | 1L               | 24         | 0          | CRC             | 2               | 0               |                    | -                  | -                  |             | -           | -           | 26     | 0      |
| 2021-2022        | Karviná          | 1L               | 2          | 0          | CRC             | 0               | 0               |                    | -                  | -                  |             | -           | -           | 2      | 0      |
| Totale Karviná   | Totale Karviná   | Totale Karviná   | 26         | 0          |                 | 2               | 0               |                    | -                  | -                  |             | -           | -           | 28     | 0      |
| Totale carriera  | Totale carriera  | Totale carriera  | 82         | 1          |                 | 8               | 0               |                    | -                  | -                  |             | -           | -           | 90     | 1      |